# Larroque (Hautes-Pyrénées)
Pour les articles homonymes, voir Larroque.
Larroque est une commune française située dans le nord-est du département des Hautes-Pyrénées, en région Occitanie. Sur le plan historique et culturel, la commune est située dans la région gasconne de Magnoac, sur le plateau de Lannemezan, qui reprend une partie de l’ancien Nébouzan, qui possédait plusieurs enclaves au cœur de la province de Comminges et a évolué dans ses frontières jusqu’à plus ou moins disparaître.
Exposée à un climat océanique altéré, elle est drainée par la Gèze, la Sole et par divers autres petits cours d'eau.
Larroque est une commune rurale qui compte 98 habitants en 2022, après avoir connu un pic de population de 410 habitants en 1851. Ses habitants sont appelés les Larroquais ou  Larroquaises.

## Géographie

### Localisation
La commune de Larroque se trouve dans le département des Hautes-Pyrénées, en région Occitanie.
Elle se situe à 35 km à vol d'oiseau de Tarbes, préfecture du département, et à 10 km de Trie-sur-Baïse, bureau centralisateur du canton des Coteaux dont dépend la commune depuis 2015 pour les élections départementales.
La commune fait en outre partie du bassin de vie de Boulogne-sur-Gesse.
Les communes les plus proches sont : 
Peyret-Saint-André (1,7 km), Puntous (1,9 km), Castelnau-Magnoac (2,2 km), Barthe (3,6 km), Guizerix (3,8 km), Hachan (3,9 km), Organ (4,0 km), Sariac-Magnoac (4,1 km).
Sur le plan historique et culturel, Larroque fait partie de la région gasconne de Magnoac, située sur le plateau de Lannemezan, qui reprend une partie de l’ancien Nébouzan, qui possédait plusieurs enclaves au cœur de la province de Comminges et a évolué dans ses frontières jusqu’à plus ou moins disparaitre.
Les communes limitrophes sont  Barthe, Castelnau-Magnoac, Guizerix, Monlaur-Bernet, Peyret-Saint-André, Ponsan-Soubiran et Puntous.
| Guizerix | Ponsan-Soubiran (Gers) | Monlaur-Bernet (Gers) |
|          | Larroque               | Peyret-Saint-André    |
| Puntous  | Barthe                 | Castelnau-Magnoac     |

### Hydrographie
La Sole, affluent de rive droite de la Petite Baïse, arrose la commune du sud au nord et forme une partie de la limite ouest avec la commune de Puntous.
     
Les ruisseaux le Paquet et Bacarieux, affluents de rive droite de la Sole prennent leur source dans la commune.
     
Le Ruisseau de la Gèze, affluent de rive gauche du Gers, forme une petite partie de la limite sud-est avec la commune de Castelnau-Magnoac.
     
Le Cartet, ruisseau affluent de rive gauche du La Gèze, prend sa source dans la commune.
     
Un canal d'irrigation provenant du Canal de la Neste traverse la commune en direction du Gers au nord.

### Climat
Le climat est tempéré de type océanique, en raison de l'influence proche de l'océan Atlantique situé à peu près 150 km plus à l'ouest. La proximité des Pyrénées fait que la commune profite d'un effet de foehn, il peut aussi y neiger en hiver, même si cela reste inhabituel.
| Mois                              | jan.  | fév.  | mars  | avril | mai   | juin  | jui.  | août  | sep.  | oct.  | nov.  | déc.  | année   |
| --------------------------------- | ----- | ----- | ----- | ----- | ----- | ----- | ----- | ----- | ----- | ----- | ----- | ----- | ------- |
| Température minimale moyenne (°C) | 0,6   | 1,3   | 2,7   | 5,2   | 8,3   | 11,6  | 14,1  | 13,9  | 11,7  | 8     | 3,6   | 1,3   | 6,9     |
| Température moyenne (°C)          | 5,3   | 6,1   | 7,8   | 10    | 13,3  | 16,7  | 19,3  | 19    | 17,2  | 13,3  | 8,5   | 5,8   | 11,9    |
| Température maximale moyenne (°C) | 9,9   | 11    | 12,9  | 14,8  | 18,3  | 21,7  | 24,5  | 24    | 22,6  | 18,6  | 13,4  | 10,4  | 16,8    |
| Ensoleillement (h)                | 108,8 | 118,8 | 155,6 | 157,2 | 181,3 | 191,5 | 215,5 | 196,4 | 194,5 | 164,4 | 124,4 | 104,4 | 1 912,8 |
| Précipitations (mm)               | 112,8 | 97,5  | 100,2 | 105,7 | 113,6 | 80,7  | 57,3  | 70,3  | 71    | 85,2  | 93    | 112,1 | 1 099,4 |

### Milieux naturels et biodiversité
Aucun espace naturel présentant un intérêt patrimonial n'est recensé dans la commune dans l'inventaire national du patrimoine naturel,,.

## Urbanisme

### Typologie
Au 1er janvier 2024, Larroque est catégorisée commune rurale à habitat très dispersé, selon la nouvelle grille communale de densité à sept niveaux définie par l'Insee en 2022.
Elle est située hors unité urbaine et hors attraction des villes,.

### Occupation des sols
L'occupation des sols de la commune, telle qu'elle ressort de la base de données européenne d’occupation biophysique des sols Corine Land Cover (CLC), est marquée par l'importance des territoires agricoles (60,8 % en 2018), en diminution par rapport à 1990 (66,7 %). La répartition détaillée en 2018 est la suivante : 
forêts (28,2 %), terres arables (25 %), zones agricoles hétérogènes (19,8 %), prairies (16,1 %), eaux continentales (5,8 %), zones urbanisées (5,1 %).
L'IGN met par ailleurs à disposition un outil en ligne permettant de comparer l’évolution dans le temps de l’occupation des sols de la commune (ou de territoires à des échelles différentes). Plusieurs époques sont accessibles sous forme de cartes ou photos aériennes : la carte de Cassini (XVIIIe siècle), la carte d'état-major (1820-1866) et la période actuelle (1950 à aujourd'hui).

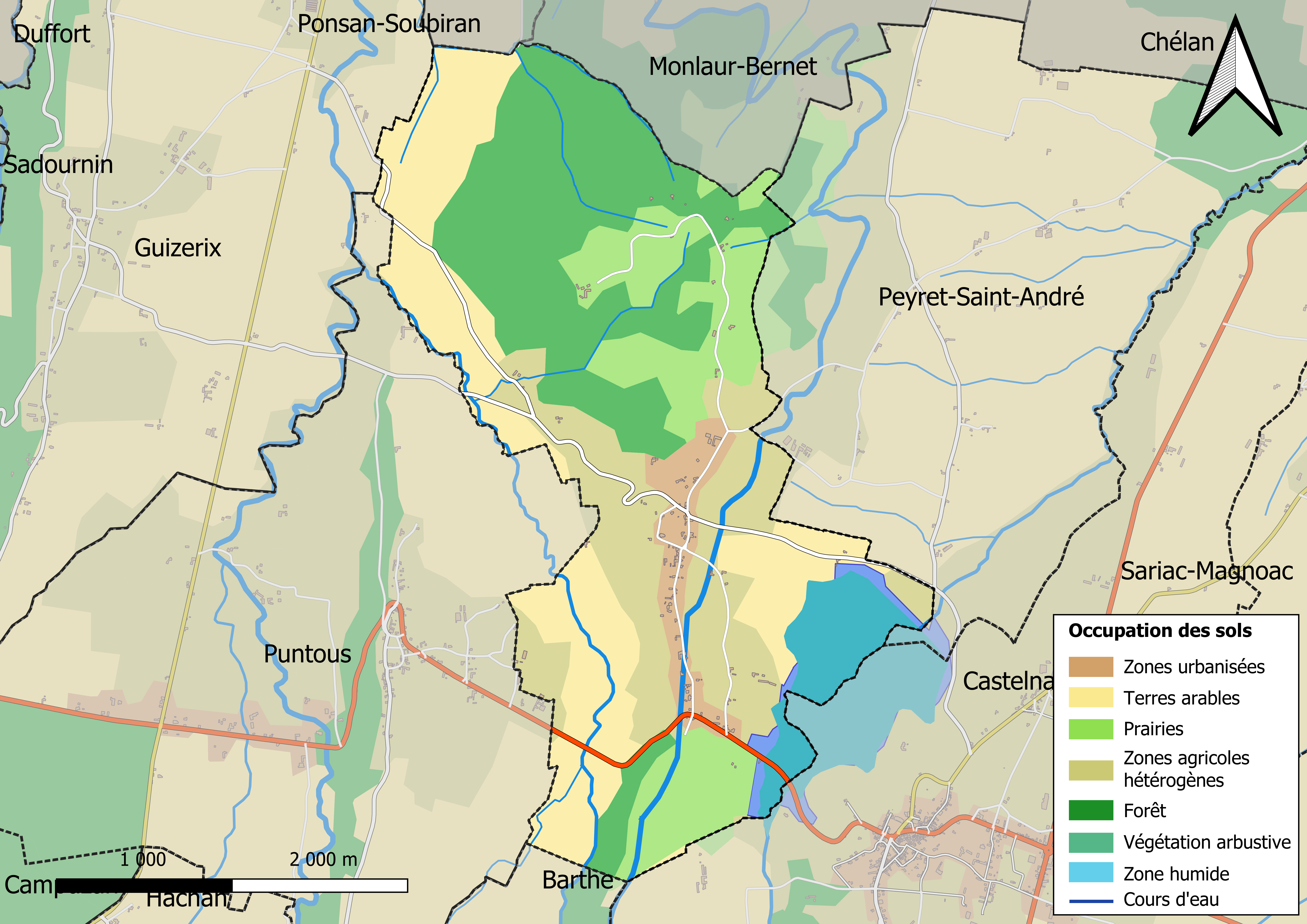
Carte des infrastructures et de l'occupation des sols en 2018 (CLC) de la commune.
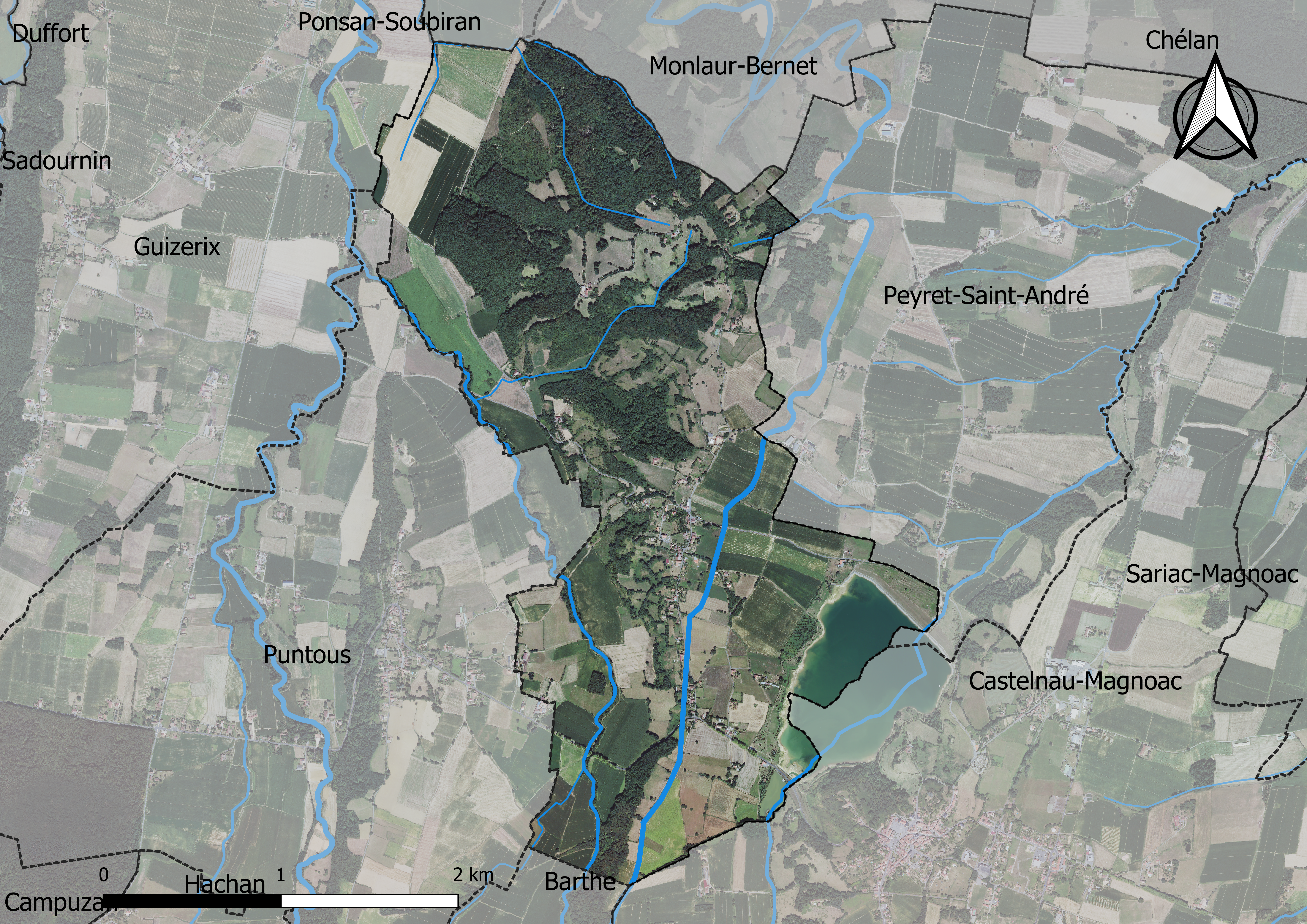
Carte orthophotogrammétrique de la commune.

### Logement
En 2012, le nombre total de logements dans la commune est de 67.

Parmi ces logements, 70,3 % sont des résidences principales, 13,5 % des résidences secondaires et 16,2 % des logements vacants.

Rues du village.
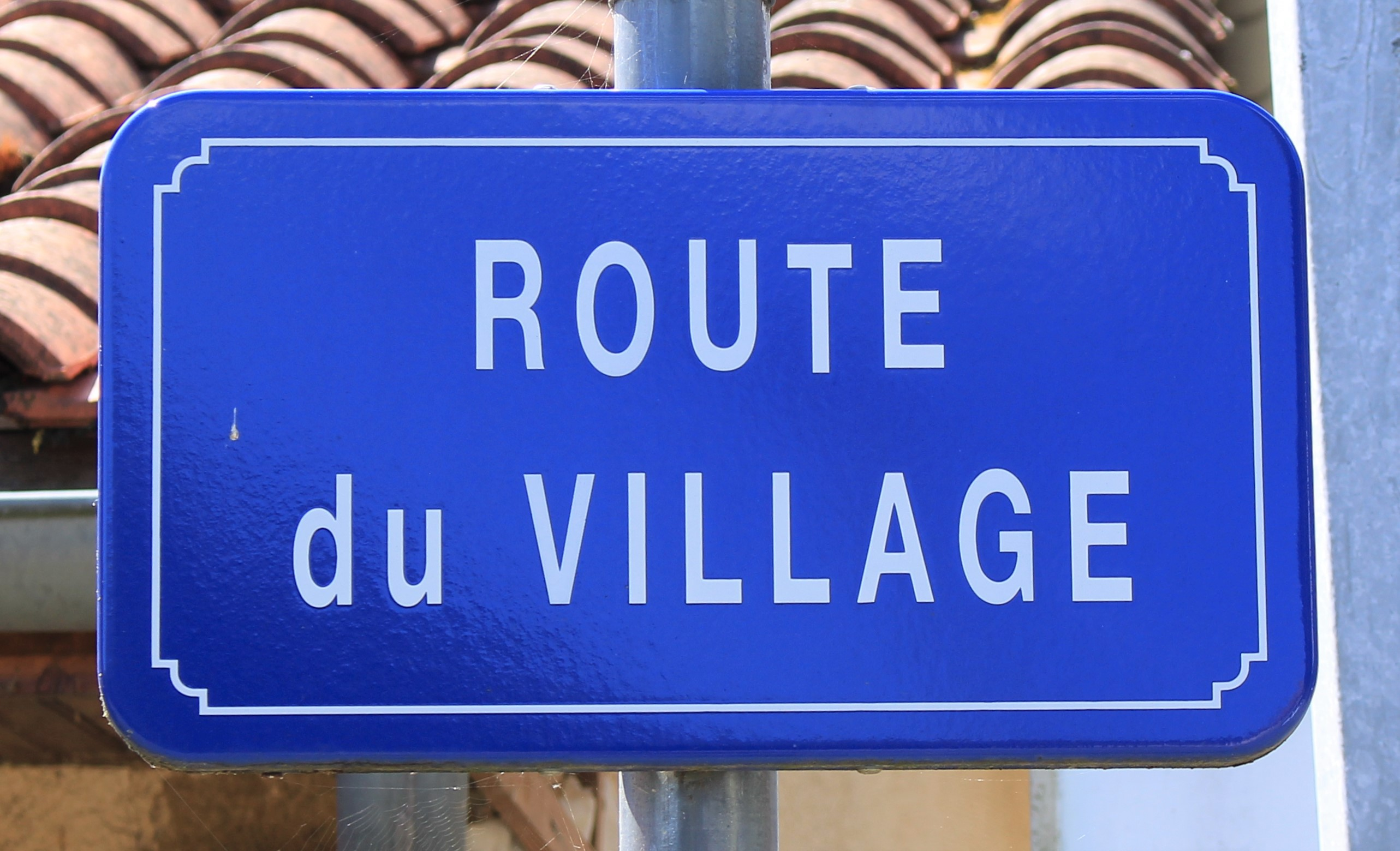
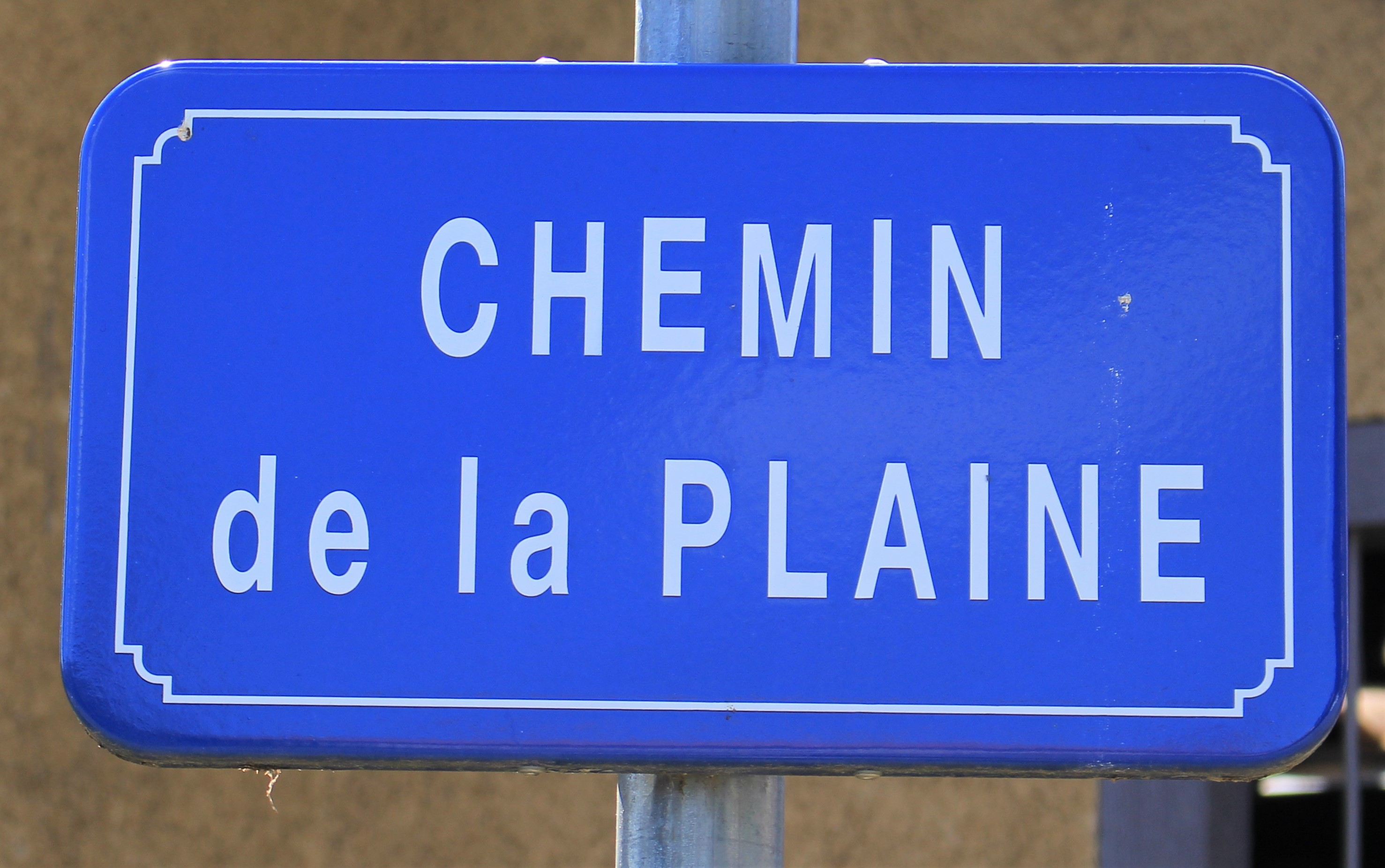

### Voies de communication et transports
Cette commune est desservie par la route départementale D 632 et par la route départementale D 9.

### Risques majeurs
Le territoire de la commune de Larroque est vulnérable à différents aléas naturels : météorologiques (tempête, orage, neige, grand froid, canicule ou sécheresse), inondations, mouvements de terrains et séisme (sismicité modérée). Un site publié par le BRGM permet d'évaluer simplement et rapidement les risques d'un bien localisé soit par son adresse soit par le numéro de sa parcelle.
Certaines parties du territoire communal sont susceptibles d’être affectées par le risque d’inondation par débordement de cours d'eau, notamment la Gèze et la Sole. La cartographie des zones inondables en ex-Midi-Pyrénées réalisée dans le cadre du XIe Contrat de plan État-région, visant à informer les citoyens et les décideurs sur le risque d’inondation, est accessible sur le site de la DREAL Occitanie. La commune a été reconnue en état de catastrophe naturelle au titre des dommages causés par les inondations et coulées de boue survenues en 1982, 1999 et 2009,.
Larroque est exposée au risque de feu de forêt. Un plan départemental de protection des forêts contre les incendies a été approuvé par arrêté préfectoral le 21 avril 2020 pour la période 2020-2029. Le précédent couvrait la période 2007-2017. L’emploi du feu est régi par deux types de réglementations. D’abord le code forestier et l’arrêté préfectoral du 27 octobre 2014, qui réglementent l’emploi du feu à moins de 200 m des espaces naturels combustibles sur l’ensemble du département. Ensuite celle établie dans le cadre de la lutte contre la pollution de l’air, qui interdit le brûlage des déchets verts des particuliers. L’écobuage est quant à lui réglementé dans le cadre de commissions locales d’écobuage (CLE)

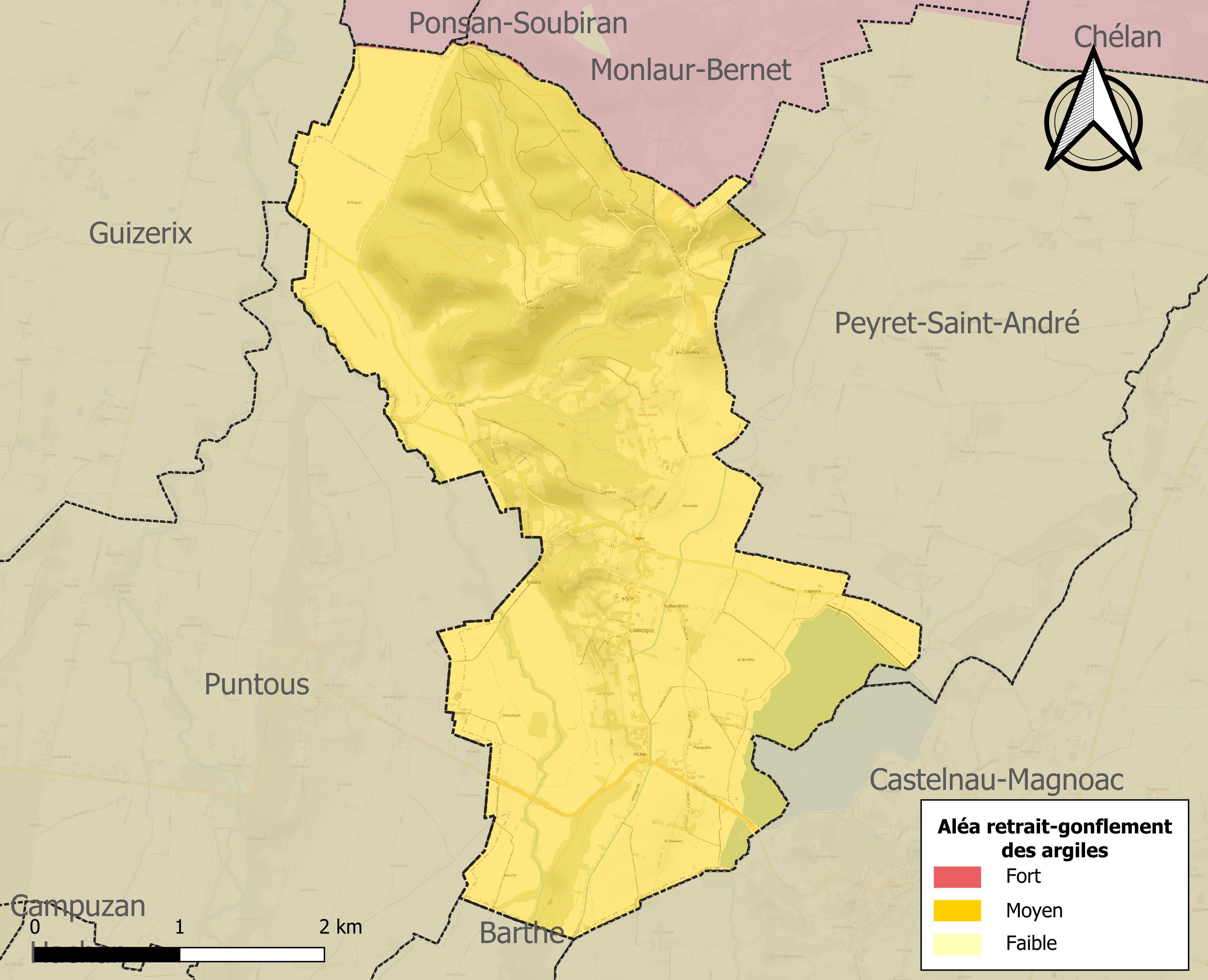
Carte des zones d'aléa retrait-gonflement des sols argileux de Larroque.

Les mouvements de terrains susceptibles de se produire dans la commune sont des tassements différentiels.
Le retrait-gonflement des sols argileux est susceptible d'engendrer des dommages importants aux bâtiments en cas d’alternance de périodes de sécheresse et de pluie. La totalité de la commune est en aléa moyen ou fort (44,5 % au niveau départemental et 48,5 % au niveau national). Sur les 71 bâtiments dénombrés dans la commune en 2019, 71 sont en aléa moyen ou fort, soit 100 %, à comparer aux 75 % au niveau départemental et 54 % au niveau national. Une cartographie de l'exposition du territoire national au retrait gonflement des sols argileux est disponible sur le site du BRGM,.
Par ailleurs, afin de mieux appréhender le risque d’affaissement de terrain, l'inventaire national des cavités souterraines permet de localiser celles situées dans la commune.
Concernant les mouvements de terrains, la commune a été reconnue en état de catastrophe naturelle au titre des dommages causés par la sécheresse en 1989 et 2011 et par des mouvements de terrain en 1999.

## Toponymie

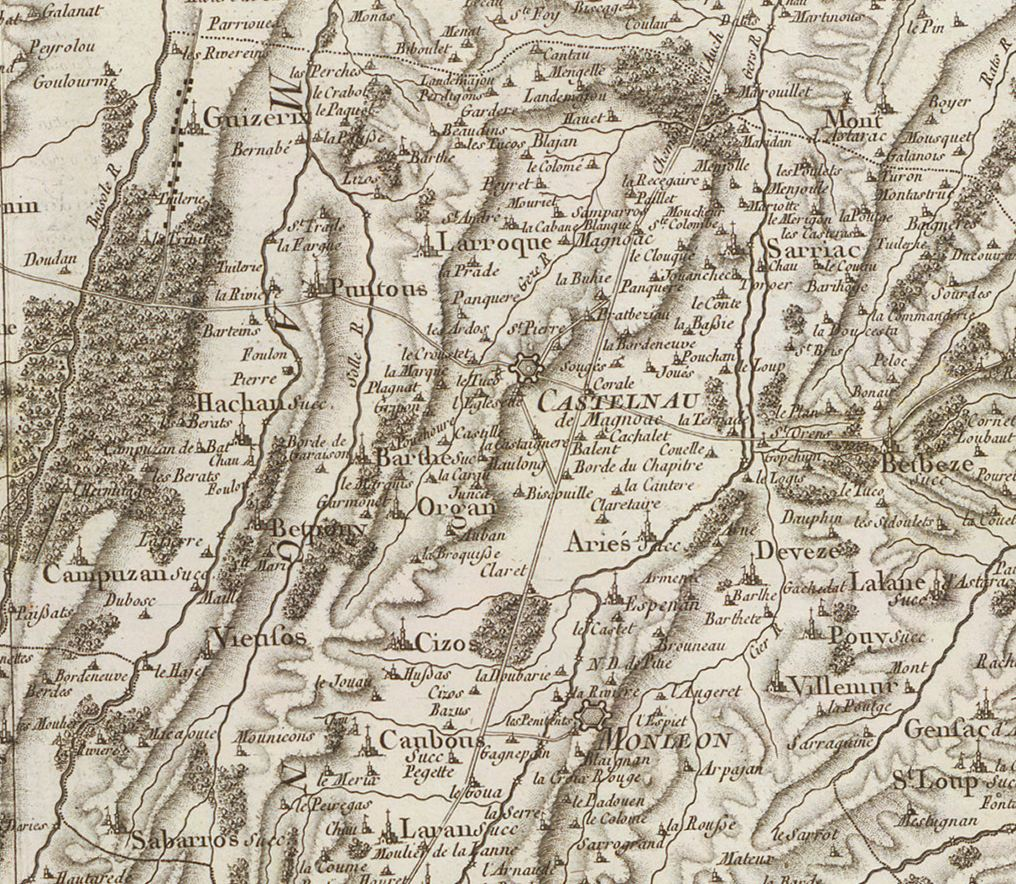
Extrait de la carte de Cassini (entre 1756 et 1789) situant Larroque à l'ouest de Castelnau-Magnoac

On trouvera les principales informations dans le Dictionnaire toponymique des communes des Hautes Pyrénées de Michel Grosclaude et Jean-François Le Nail qui rapporte les dénominations historiques du village :
Dénominations historiques :
- Arnault Bernardus de Laroca, latin (entre 1148 et 1153, cartulaire de Berdoues) ;
- in borda Carbonelli de Roqua apud Roquam Maioaci, latin (1255, cartulaire de Berdoues) ;
- de Larroqua, latin (1257, ibid.) ;
- de Ruppe, latin (1383-1384, procuration Auch ; 1405, décime Auch ; XVe siècle, taxes Auch) ;
- de Rupe Manhoaci, latin (1510, Monlezun) ;
- Laroque-Magnoac, (1746, Brugèles) ;
- Larroque-Magnoac, (1737, registres paroissiaux) ;
- Larroque, (fin XVIIIe siècle, carte de Cassini).

Étymologie : du gascon arròca : roche, château-fort.
Nom occitan : L’Arròca.

## Histoire

### Cadastre napoléonien de Larroque
Le plan cadastral napoléonien de Larroque est consultable sur le site des archives départementales des Hautes-Pyrénées.

## Politique et administration

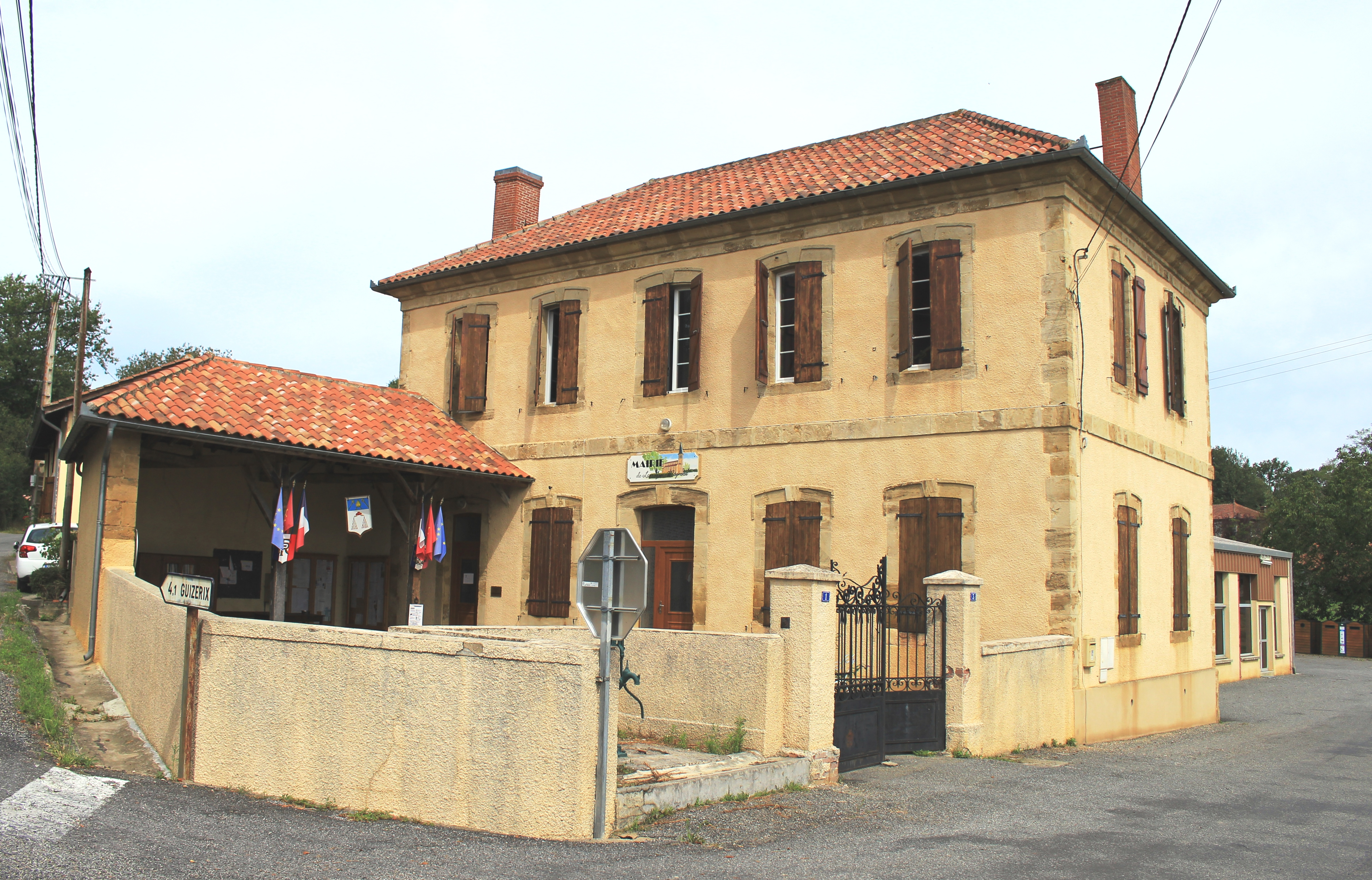
La mairie en 2020.

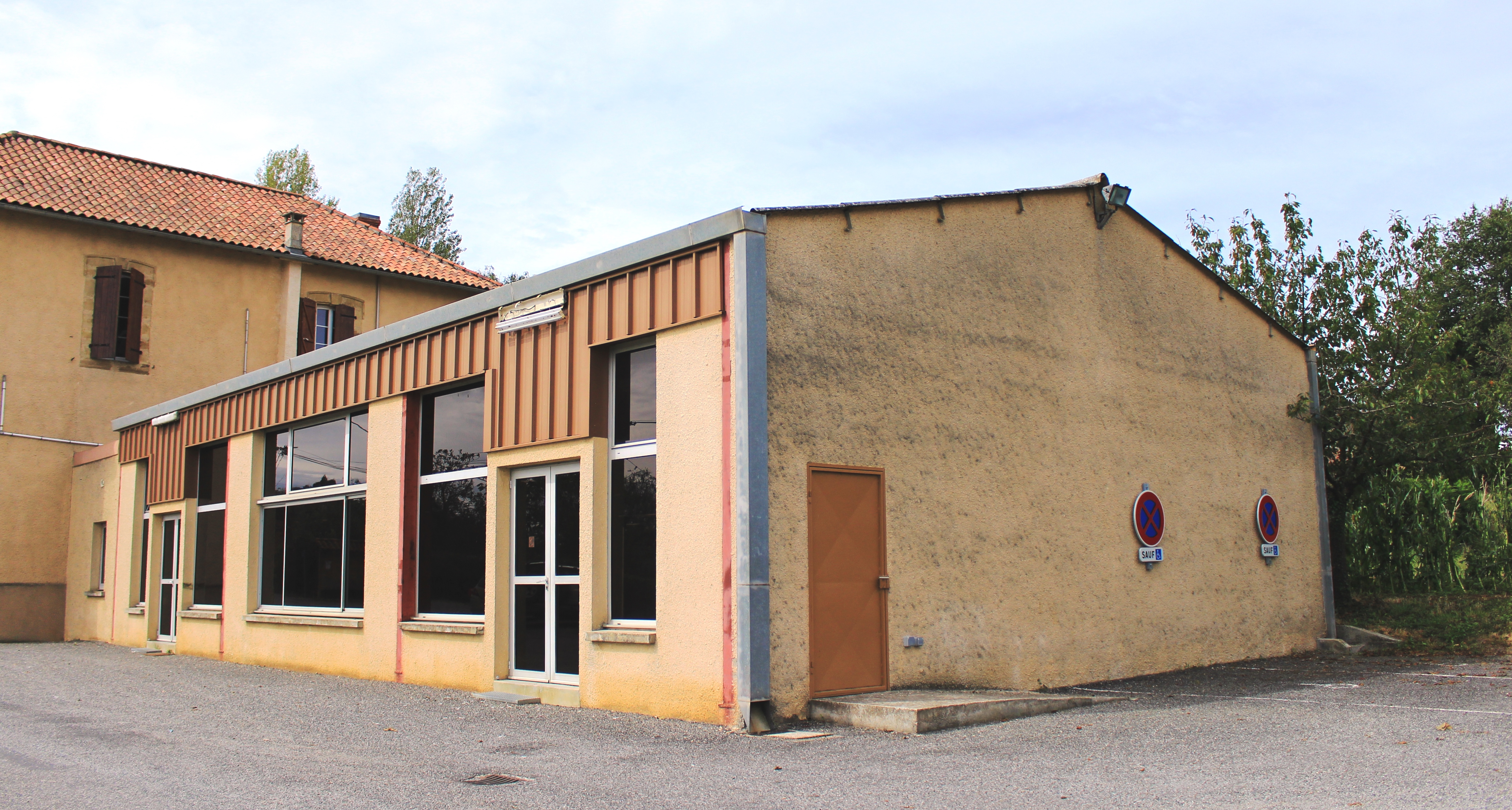
Le foyer rural en 2020

### Liste des maires
| Période                                  | Période   | Identité        | Étiquette | Qualité |
| ---------------------------------------- | --------- | --------------- | --------- | ------- |
| Les données manquantes sont à compléter. |           |                 |           |         |
|                                          |           |                 |           |         |
| mars 2001                                | mars 2014 | Gilles Correger |           |         |
| mars 2014                                | En cours  | Chaabane Zaïter |           |         |

### Rattachements administratifs et électoraux

#### Historique administratif
Pays des Quatre-Vallées, vallée de Magnoac, baronnie de Larroque, canton de  Castelnau-Magnoac (depuis 1790).

#### Intercommunalité
Larroque appartient à la communauté de communes du Pays de Trie et du Magnoac créée en janvier 2017 et qui réunit 50 communes.
La commune est également membre du SIVOM de Saint-Gaudens Montréjeau Aspet Magnoac.

## Population et société

### Démographie

#### Évolution démographique
| 1793 | 1800 | 1806 | 1821 | 1831 | 1836 | 1841 | 1846 | 1851 |
| ---- | ---- | ---- | ---- | ---- | ---- | ---- | ---- | ---- |
| 285  | 100  | 198  | 319  | 342  | 360  | 324  | 370  | 410  |

| 1856 | 1861 | 1866 | 1872 | 1876 | 1881 | 1886 | 1891 | 1896 |
| ---- | ---- | ---- | ---- | ---- | ---- | ---- | ---- | ---- |
| 409  | 396  | 389  | 366  | 337  | 343  | 346  | 337  | 322  |

| 1901 | 1906 | 1911 | 1921 | 1926 | 1931 | 1936 | 1946 | 1954 |
| ---- | ---- | ---- | ---- | ---- | ---- | ---- | ---- | ---- |
| 303  | 295  | 270  | 222  | 236  | 217  | 207  | 182  | 176  |

| 1962 | 1968 | 1975 | 1982 | 1990 | 1999 | 2006 | 2008 | 2013 |
| ---- | ---- | ---- | ---- | ---- | ---- | ---- | ---- | ---- |
| 129  | 128  | 120  | 111  | 99   | 102  | 92   | 89   | 100  |

| 2018 | 2022 | - | - | - | - | - | - | - |
| ---- | ---- | - | - | - | - | - | - | - |
| 96   | 98   | - | - | - | - | - | - | - |

### Enseignement
La commune dépend de l'académie de Toulouse. Elle ne dispose plus d'école en 2016.

## Économie

### Emploi
|                | 2008  | 2013   | 2018  |
| -------------- | ----- | ------ | ----- |
| Commune        | 6,4 % | 11,8 % | 7,1 % |
| Département    | 7,7 % | 9,4 %  | 9,8 % |
| France entière | 8,3 % | 10 %   | 10 %  |

En 2018, la population âgée de 15 à 64 ans s'élève à 56 personnes, parmi lesquelles on compte 71,4 % d'actifs (64,3 % ayant un emploi et 7,1 % de chômeurs) et 28,6 % d'inactifs,. Depuis 2008, le taux de chômage communal (au sens du recensement) des 15-64 ans est inférieur à celui de la France et du département.
La commune est hors attraction des villes,. Elle compte 6 emplois en 2018, contre 5 en 2013 et 3 en 2008. Le nombre d'actifs ayant un emploi résidant dans la commune est de 37, soit un indicateur de concentration d'emploi de 16,2 % et un taux d'activité parmi les 15 ans ou plus de 48,3 %.
Sur ces 37 actifs de 15 ans ou plus ayant un emploi, 6 travaillent dans la commune, soit 16 % des habitants. Pour se rendre au travail, 97,3 % des habitants utilisent un véhicule personnel ou de fonction à quatre roues et 2,7 % n'ont pas besoin de transport (travail au domicile).

## Culture locale et patrimoine

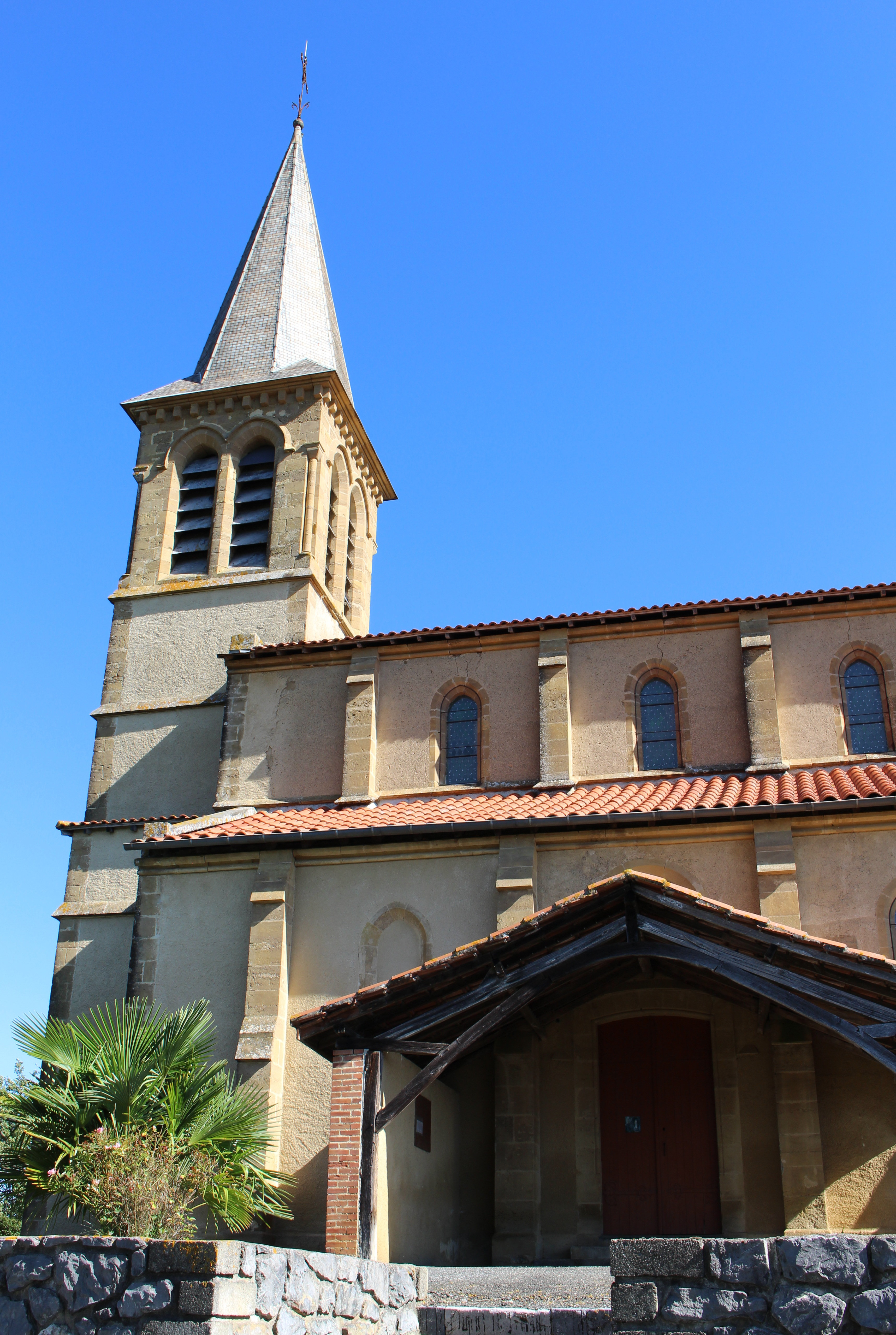
L'église de l'Assomption en 2015.

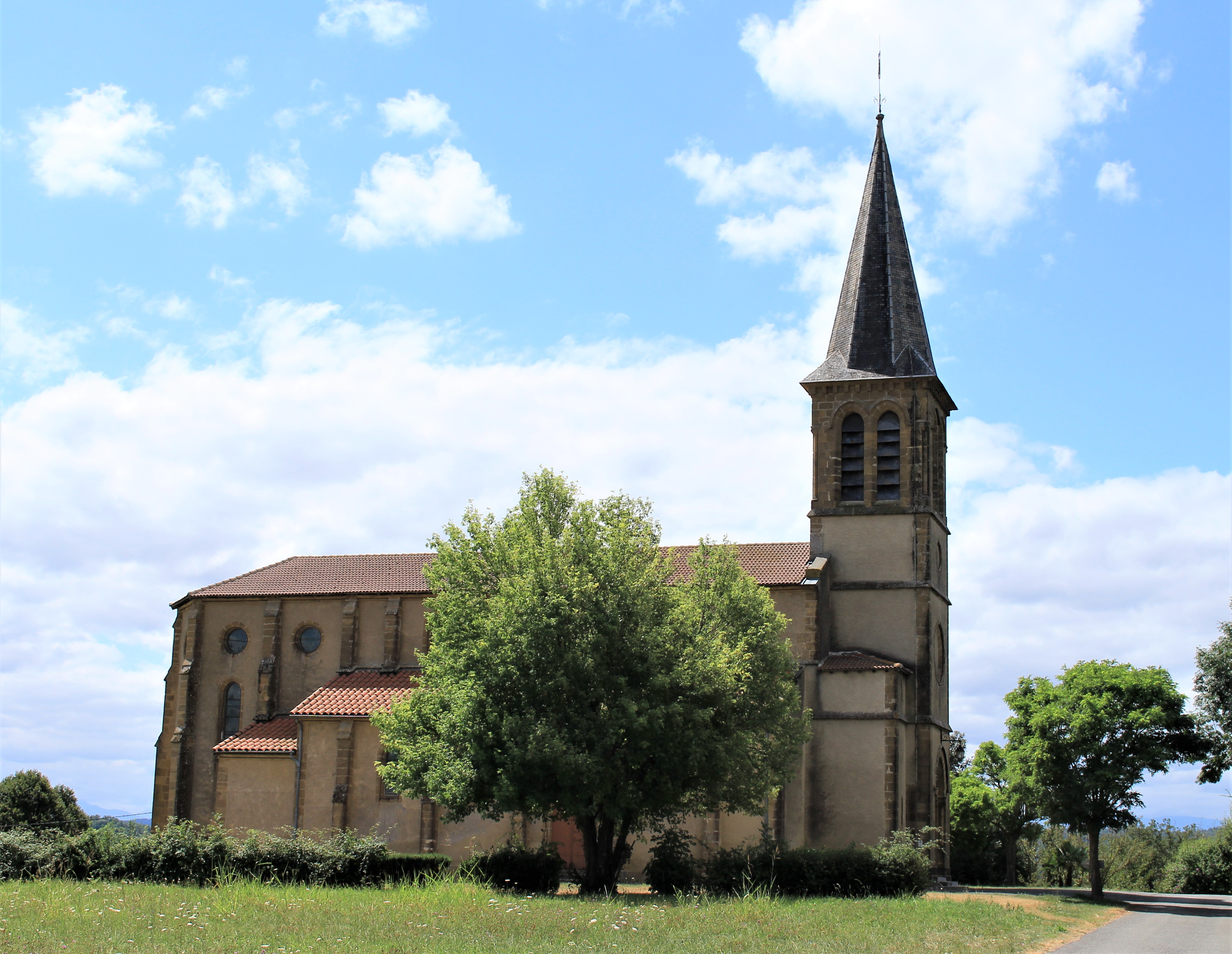
L'église en 2022.

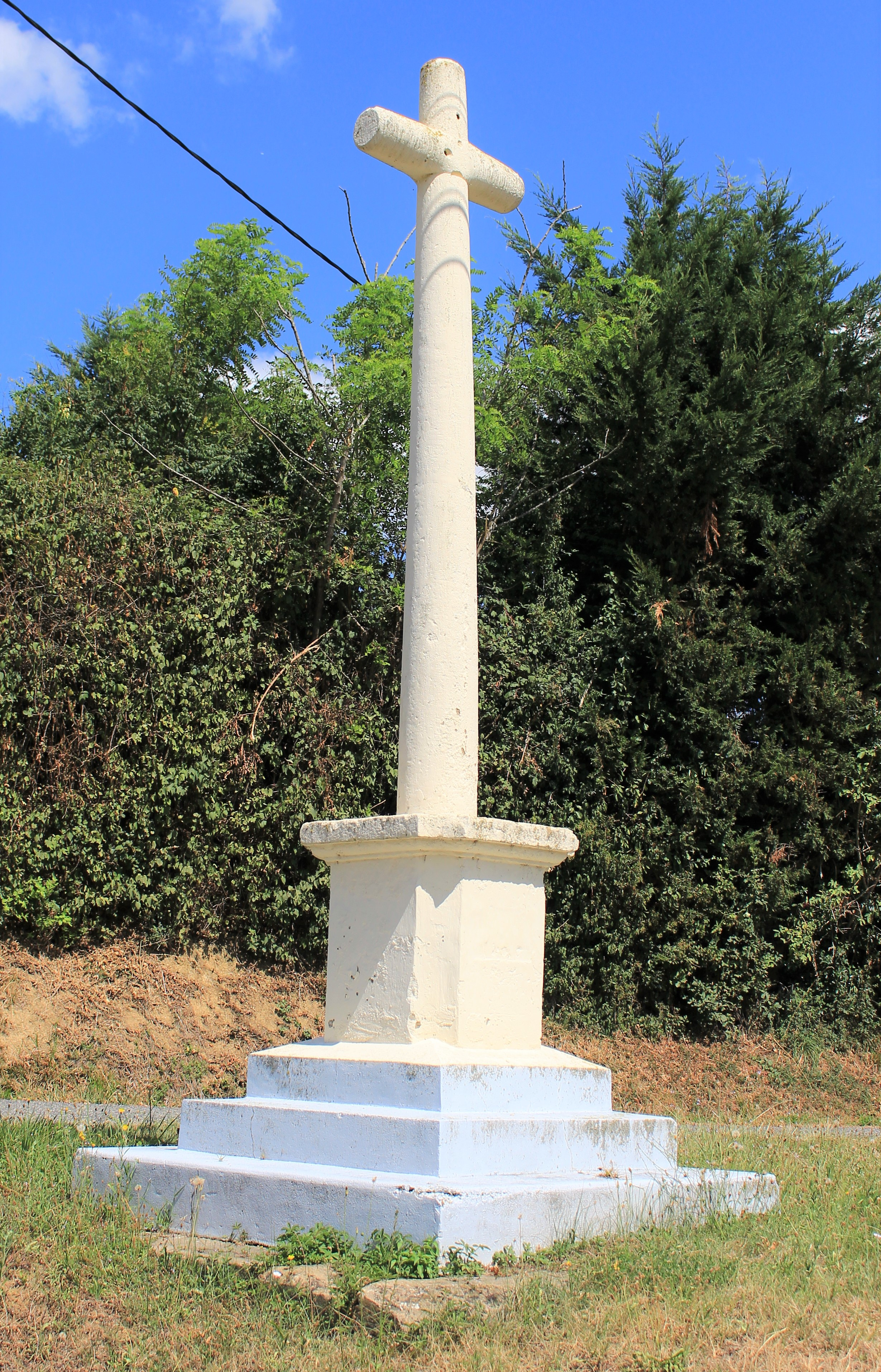
Une croix.

### Lieux et monuments
- Église de l'Assomption de Larroque.

### Personnalités liées à la commune
- Arnaud d'Ossat (1537-1604), religieux et diplomate né à Larroque.

### Héraldique
| Blason | Blasonnement : D'argent au chapeau de cardinal de gueules avec ses 30 houppes, au chef d'azur chargé d'une mitre, adextrée d'une croix archiépiscopale tréflée à longue hampe posée en barre et senestrée d'une crosse épiscopale posée en bande, le tout d'or. Commentaires : Blason officiel vérifié auprès de la mairie. |